# Главница пшенице
Главница пшенице је опасно гљивично обољење које напада пшеницу и наноси озбиљне губитке приносима (и до 80%), што је чини једним од најопаснијих обољења пшенице.

## Значај
Главница пшенице спада у групу опаснијих болести жита, јер може изазвати озбиљне губитке у приносима. Поред тога утиче и на вредност здравих зрна, јер се мељавом зрна добија брашно тамније боје и непријатног мириса, који долази од спора паразита. Употреба оваквог брашна у исхрани може да буде штетна по здравље људи и домаћих животиња.

## Проузроковачи болести
Проузроковачи су Tilletia tritici (Bjerk) Winter и Tilletia levis Kuhn. T. tritici је у новије време добила назив T. caries, док T. levis носи назив T. foetida.

## Симптоми
Болест жита се најсигурније мође утврдити у време воштане зрелости. У том периоду класови оболелих струкова имају усправан и накострешен изглед због тога што су им зрна набреклија и лака, док је здраво класје помало повијено услед веће тежине. Уз то заражени клаасови имају модро-црну боју, која долази од црне боје спора у зрну. Ако се ставе у воду после вршидбе, здрава зрна падају на дно, док главничава (оболела) пливају по површини јер су лакша. Ако се овакво зрно распукне, из њега испада прашна маса црних спора, што је поуздан знак за ову врсту болести.

## Биологија паразита
У време вршидбе главничава зрна могу да се распукну, а ослобођене споре да се нађу на здравим зрнима пшенице. Ако се таква пшеница користи за сетву, тада споре заједно са семеном доспевају у земљу. У условима повољне влаге и температуре клијају истовремено са клијањем семена. Спора клија у базид са неколико базидиоспора које после копулације дају мицелију, а ова продире у стабло тек исклијале биљчице. Зараза настаје, по правилу, у току клијања и пре него што је биљчица избила на површину. Зараза се остварује оног тренутка када мицелија допре до вегетативне тачке пораста на темену стабла. Касније, са развојем биљке, развија се и мицелија и у време зрења уместо нормалних зрна настају зрна испуњена садржајем спора паразита.

Клијање спора је могућно на температурама између 0,5 и 290C. Што су температуре ниже и приближавају се минималним за клијање семена пшенице (3,5 - 4,00C), то су и могућности за остварење заразе повољније.

## Мере борбе
Чишћење семенске пшенице од главничавих зрна, а потом дезинфекција семена пред сетву представља поуздану меру заштите од ове болести. Семе се дезинфикује хемијским средствима на бази манкозеба, тирама и дифеноконазола. 